# 合志市立西合志第一小学校
合志市立西合志第一小学校（こうししりつ にしごうしだいいちしょうがっこう）は、熊本県合志市にある小学校。

## 沿革
- 1874年 - 弘生校創立
- 1877年 - 第一二番中学区合志郡弘生小学校となる
- 1883年 - 熊本県弘生小学校となる
- 1888年 - 熊本県合志郡尋常弘生小学校となる
- 1892年4月 - 尋常弘生小学校を合生尋常小学校に改称
- 1893年9月 - 現在地に移転
- 1905年4月 - 合生尋常高等小学校に改称
- 1908年4月 - 合生尋常小学校に改称
- 1930年 - 西合志第一尋常高等小学校に改称。大池分教場廃止
- 1941年4月 - 西合志第一国民学校に改称
- 1947年4月 - 西合志村立西合志第一小学校に改称
- 1958年4月 - 肥後学園分校設置
- 1966年10月1日 - 西合志町立西合志第一小学校に改称
- 1967年4月 - 肥後学園分校を県立移管し、熊本県立菊池養護学校となる
- 2006年2月27日 - 合志市立西合志第一小学校に改称

## 周辺
- 合志市合生文化会館